# Amtsgericht Polzin
Das Amtsgericht Polzin war ein preußisches Amtsgericht mit Sitz in Polzin, Provinz Pommern.

## Geschichte
In Polzin bestand von 1849 bis 1879 die Gerichtskommission Polzin des Kreisgerichts Belgard. Das königlich preußische Amtsgericht Polzin wurde mit Wirkung zum 1. Oktober 1879 als eines von zwölf Amtsgerichten im Bezirk des Landgerichtes Köslin im Bezirk des Oberlandesgerichtes Stettin gebildet. Der Sitz des Gerichtes war Polzin. Sein Gerichtsbezirk umfasste aus dem Kreis Belgard  den Stadtbezirk Polzin und die Amtsbezirke Altschlage, Arnhausen, Buslar, Collatz, Damen, Schloss Polzin, Groß-Popplow, Redel, Reinfeld und Wusterbarth, sowie Amtsbezirk Woldisch Tychow ohne die Gutsbezirke Ballenberg, Bergen und Woldisch Tychow. Am Gericht bestanden 1880 zwei Richterstellen. Das Amtsgericht war damit ein mittelgroßes Amtsgericht im Landgerichtsbezirk.
Im Jahre 1945 wurden der größte Teil Pommerns, darunter der Sprengel des Amtsgerichtes Polzin, unter polnische Verwaltung gestellt und die deutschen Bewohner vertrieben. Damit endete die Geschichte des Amtsgerichtes Polzin.